# Freak Power
I Freak Power sono stati una band britannica fondata dal chitarrista Norman Cook (successivamente diventato famoso con il nome di Fatboy Slim), il cantante e trombonista Ashley Slater (il trombonista della Anarchic British Jazz Big band Loose Tubes) e il bassista Jesse Graham, anche conosciuto come "the Bass Cadet." La loro musica è un misto di acid jazz, funk e soul, con venature trip hop.

## Formazione
- Norman Cook - Chitarra
- Jesse Graham - Basso
- Ashley Slater - voce e trombone

## Discografia

### Album
- 1994 - Drive-Thru Booty
- 1996 - More Of Everything For Everybody

### Raccolte
- 2000 - Turn On, Tune In, Cop Out

### EP
- 1994 - In Dub - The Fried Funk Food EP

### Singoli
- 1993 - Turn On, Tune In, Cop Out
- 1994 - Rush
- 1994 - Get in Touch
- 1994 - Waiting For The Story To End
- 1996 - Can You Feel It?
- 1996 - New Direction
- 1996 - Let it Go
- 1996 - No Way